# Spijkerboom
Een spijkerboom of breukenboom is een boom waaraan door het volksgeloof geneeskrachtige werking wordt toegeschreven. Het is een boom waarin men een nagel of spijker slaat om op die manier genezing af te dwingen.

## Spijkerbomen in België

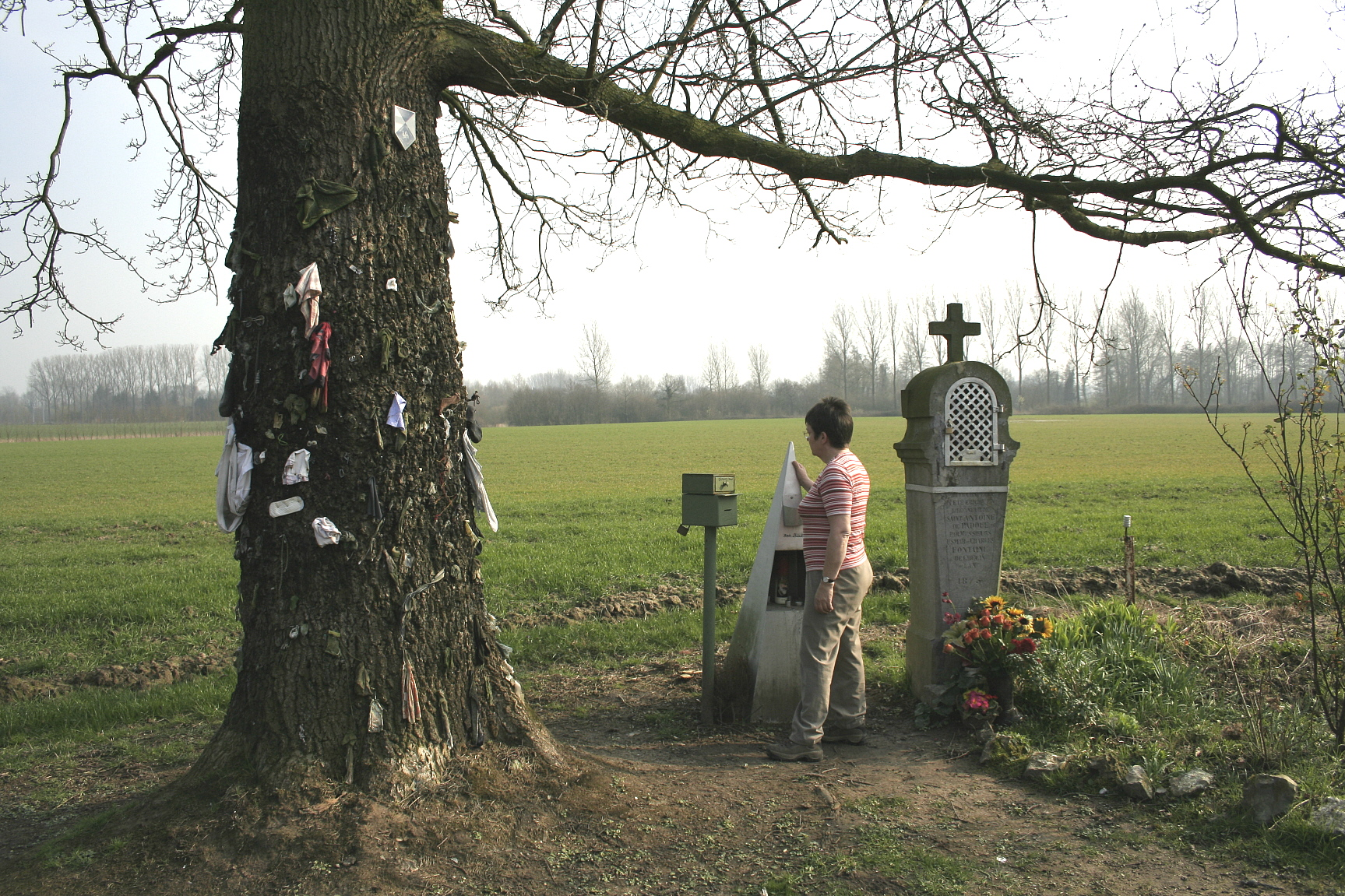
Spijkerboom van Herchies (België)

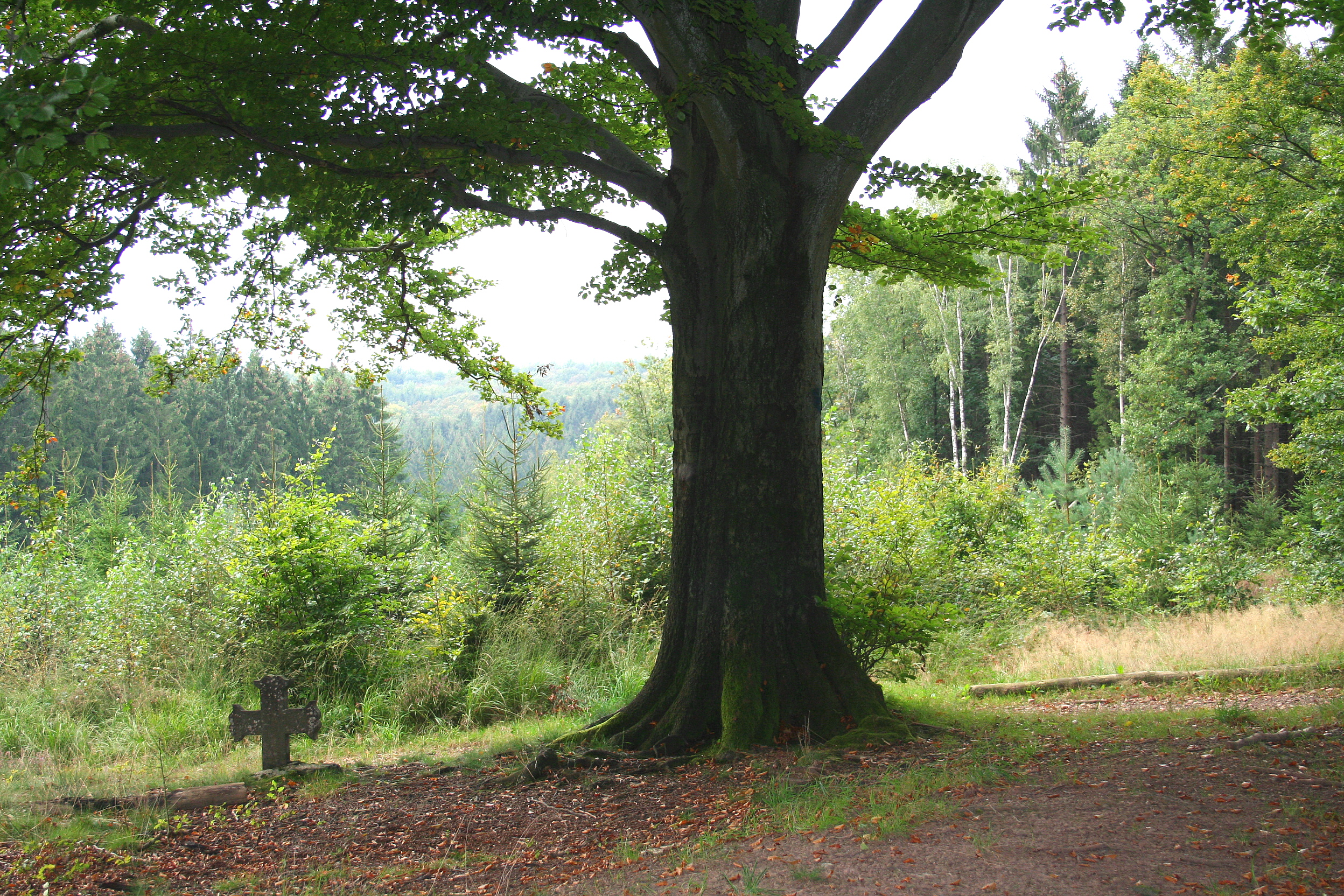
Spijkerboom van Jalhay (België)

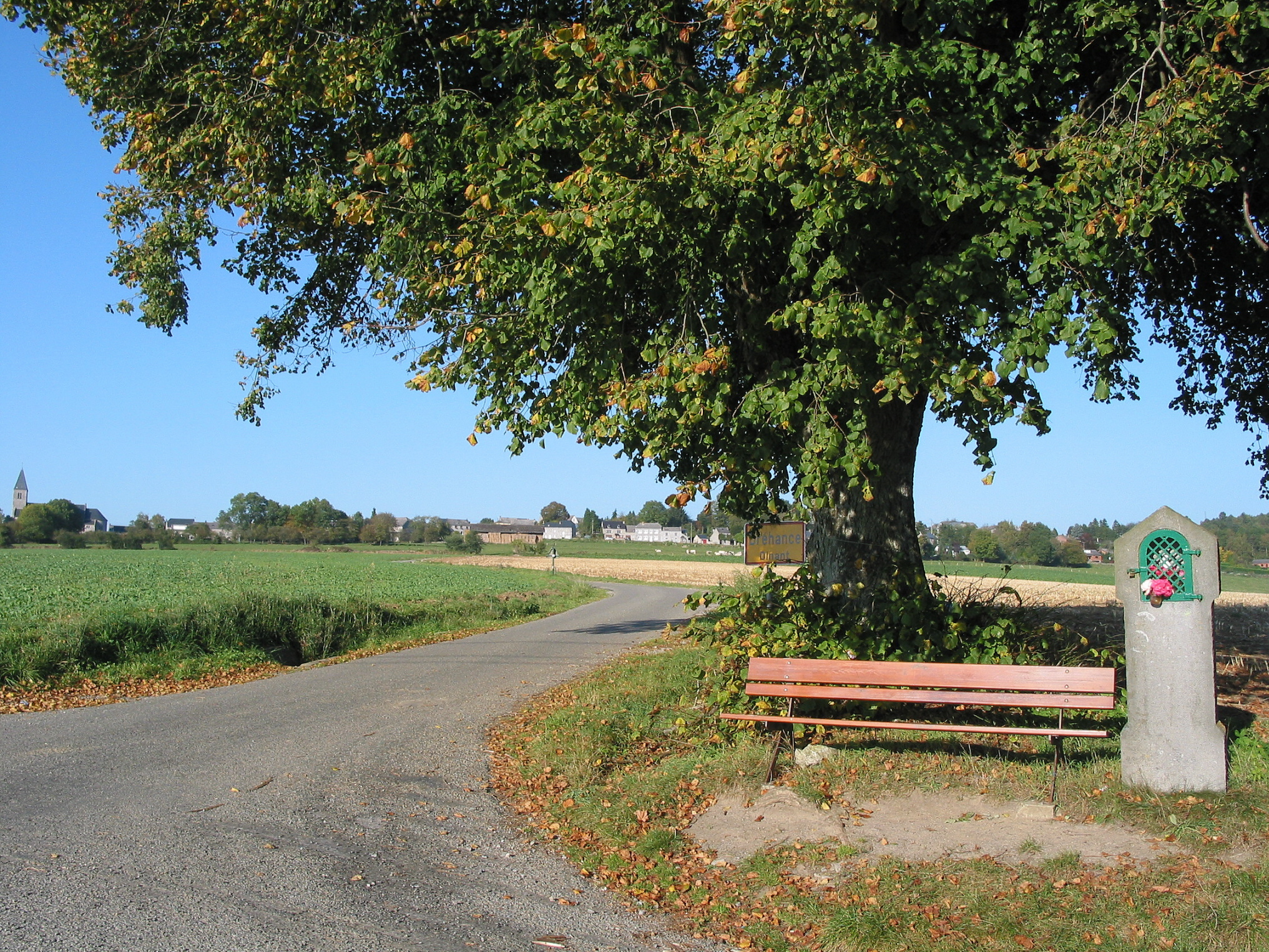
Spijkerboom van Dréhance (België)

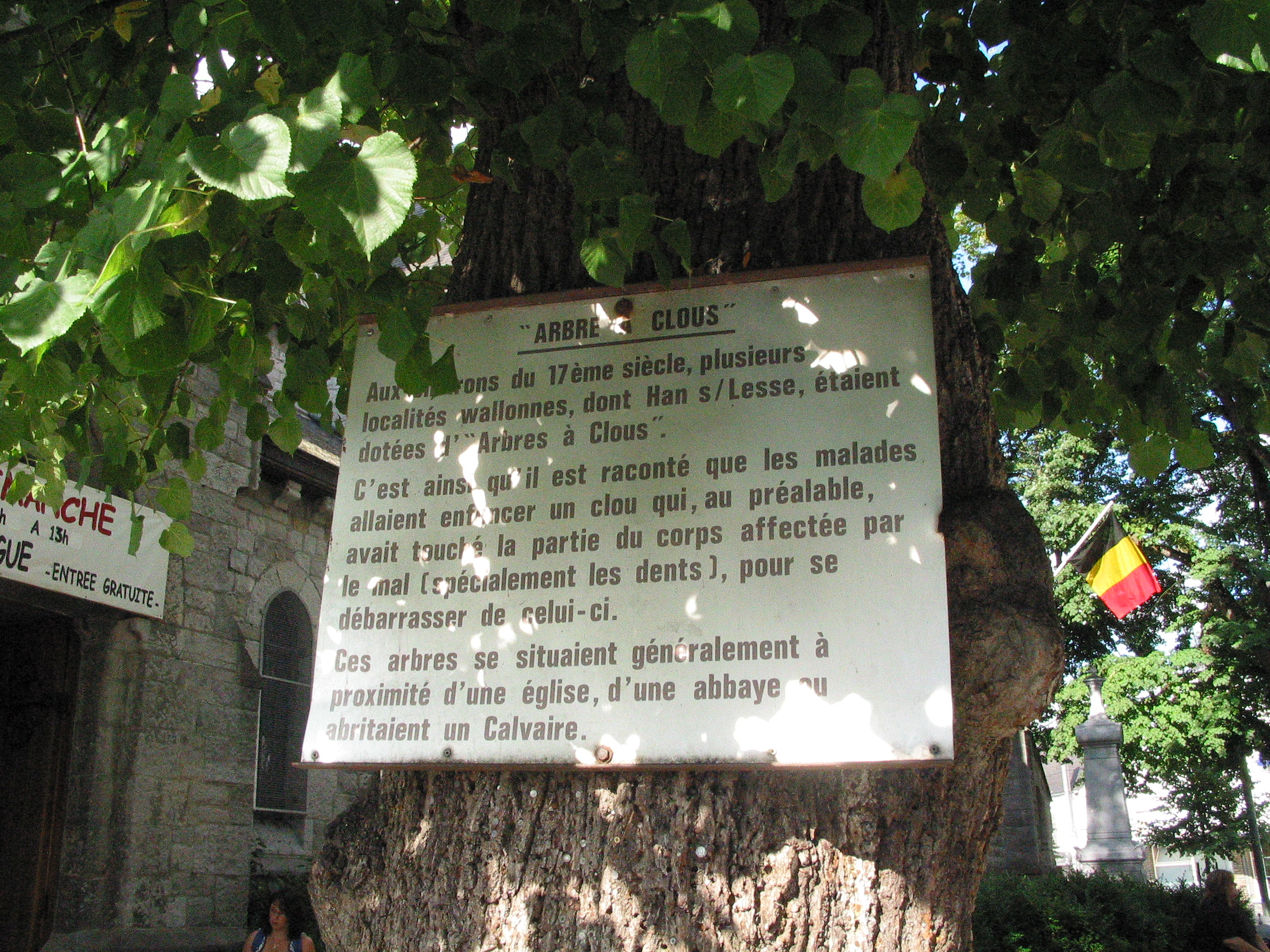
Spijkerboom van Han-sur-Lesse (België)

- Clawé Fawe, spijkerbeuk in Foyir (Jalhay)
- In Floreffe
- In Havré
- Kwartjesboom van Val-Meer
- Nagelboom van 's-Gravenvoeren (doodgegaan in juli 2018, enkel de stam staat nog)
- Nagelboom van Han-sur-Lesse
- In Saint-Pierre te Ostiches
- Ons Heeren Boompje te Poperinge. In de boom worden spijkers en vijzen gedreven. In de haag hangen kledingstukken, fopspenen, bijsluiters en dergelijke
- Spijkereik van Jurbeke (Erbaut en Herchies)
- Spijkerlinde bij het Sint-Jozefskapelletje van Koninksem (verdwenen)
- Spijkerlinde van Coftice (José)
- Spijkerlinde van Dréhance
- Spijkerlinde van Olne (Saint-Hadelin)
- In Stambruges

### Lindeboom van Gilly
In het Belgische Gilly staat een andere spijkerboom. Eerst stonden er twee lindebomen. Bekend is dat er in 1912 één meer stond, van 3,5 meter omtrek. Er zaten volgens het verhaal 70 duizend spijkers in de boom van Gilly.

## Spijkerbomen in Nederland
- Breukenbomen van Yde

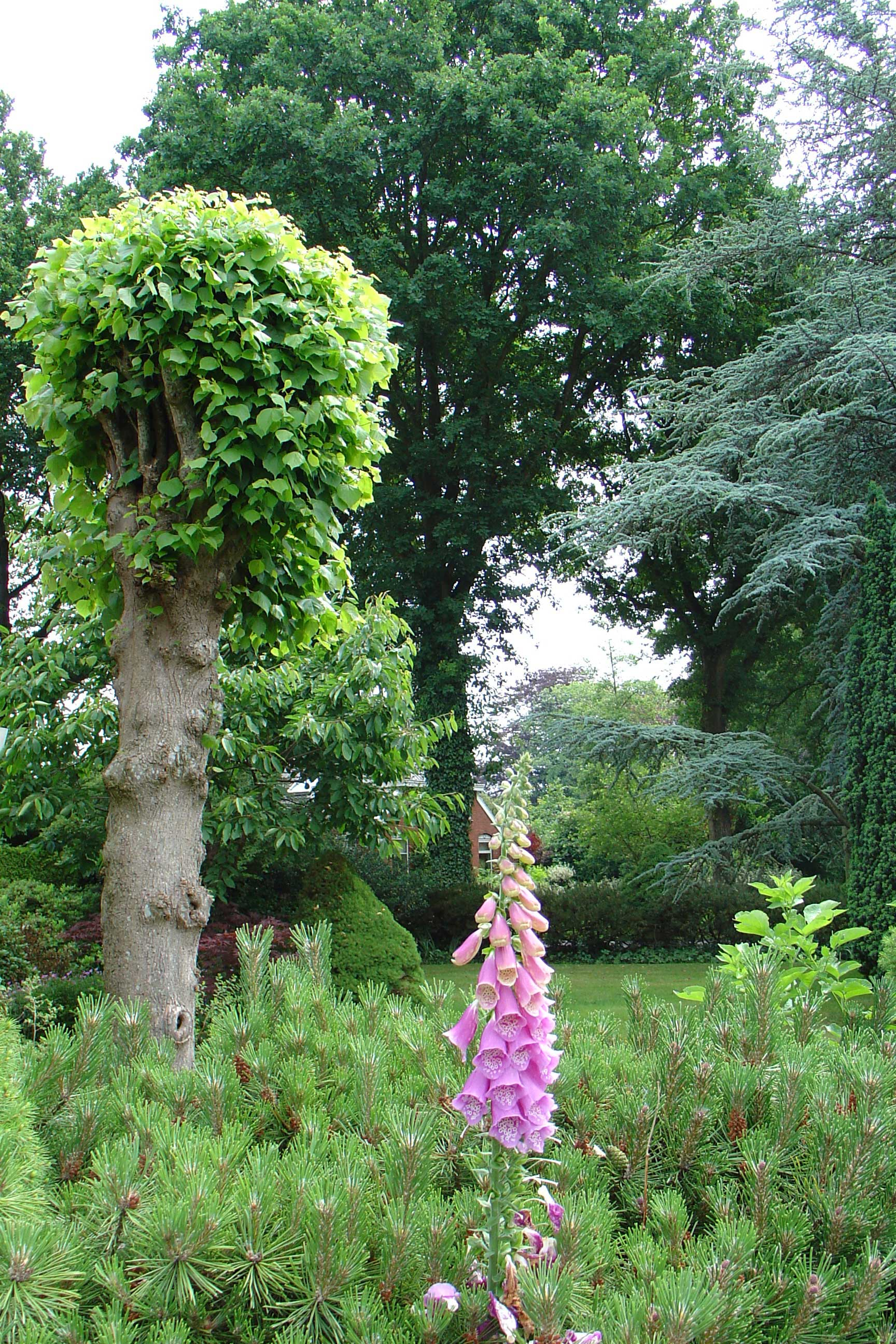
Een van de twee breukenbomen aan de Breukenweg te Yde

- Spijkerboom (eik) in Gemert (verdwenen, in de middeleeuwen)
- Spijkerboom van Gieten (verdwenen)

In de Maria Magdalenakapel bij Gemert, beter bekend als de Spijkerkapel, kunnen spijkeroffers gebracht worden.

### Breukenbomen van Yde
Een aantal bekende breukenbomen behoorden eens tot de smid Willem Nijenhuis in het Drentse dorpje Yde. Deze bomen komen voor in lokale sagen, die in de mondelinge en schriftelijke overlevering circuleerden en circuleren. Hoewel de oorspronkelijke breukenbomen in de jaren 1940 werden gekapt, is de sage tegenwoordig overgegaan op nieuwe bomen.
In het begin van de 19e eeuw vestigde de uit Duitsland afkomstige Willem Nijenhuis (1783-1857) zich als ijzersmid in Yde. Op een gegeven dag in de jaren 30 van de 19e eeuw reed hij met een boer naar een heideveld om zoden te halen die hij als brandstof gebruikte. Onderweg praatten ze over een kind van de boer, dat leed aan een liesbreuk. De smid herinnerde zich een recept hiervoor uit een oud Duits handboekje. De boer moest drie spijkers in een van de bomen voor zijn smederij te slaan, terwijl de smid spreuken uit het boekje murmelde. Zodra de bast van de boom over de spijker heen gegroeid was zou de patiënt zijn genezen.
Het verhaal over de breukengenezing werd overgeleverd onder de nakomelingen van de smid. Het kind zou inderdaad genezen zijn. Nadat het ritueel ook bij een tweede kind effect had gehad, trokken er steeds meer mensen naar de smid. In het begin van de jaren 40 hield hij zelfs zitting in Groningen om daar spijkers te verkopen. Hij kon ook zelf de spijkers in de boom slaan, 'waarbij hij, na de hoed te hebben afgenomen, en zich eerbiedig voor de boom te hebben gebogen, onder allerlei gezichtsverdraaiingen, enige abracadabra uitspreekt'. Na het overlijden van Nijenhuis zette zijn dochter Anna (1816-1892) de praktijk voort. Nadien volgden meerdere dochters de praktijken op.
Tot ver in de 20e eeuw werden er nog spijkers in de beide linden voor de voormalige smederij geslagen. Er bleven nog patiënten komen in de tijd van de Tweede Wereldoorlog en in het begin van de jaren 50 schreef een naar de Verenigde Staten geëmigreerde Drent nog naar een verwant in Eelde met het verzoek drie spijkers in een van de bomen in Yde te slaan.
De oorspronkelijke spijkerboom is gekapt. Daarna werden er nieuwe geplant, anno 2010 worden ook daar weer spijkers in geslagen.
Het huis met de bomen heet thans Huize De Breukeboom. De straat in Yde, waar de smederij van Nijenhuis heeft gestaan, heeft de toepasselijke naam Breukenweg gekregen.